# 尼古拉·叶菲莫夫
尼古拉·伊万诺维奇·叶菲莫夫（俄語：Николай Иванович Ефимов，1932年12月9日—2022年8月2日），苏联及俄罗斯新闻工作者。曾任苏联国家新闻委员会主席。

## 生平
1932年出生于莫斯科。1955年毕业于莫斯科国立大学新闻系，毕业后一直在苏联新闻局（1961年改为苏联新闻社）工作，历任英国新闻部编辑、驻英国代表处编辑，苏联驻英国大使馆参赞、英国分社社长、伦敦《苏联周刊》主编，《卫星》杂志主编，苏联新闻社副社长、出版社社长，《莫斯科新闻》总编辑等职。1983年至1988年，担任《消息报》第一副总编辑。1988年至1989年，担任苏共中央意识形态部副部长。1989年至1990年，担任苏联国家新闻委员会主席。1990年至1991年，担任《消息报》总编辑。1995年至2011年，担任《今日俄罗斯联邦》杂志副主编。2022年8月2日在莫斯科逝世。